# Leto šestih cesarjev
Leto šestih cesarjev je leto 238, v katerem je v Rimskem cesarstvu vladalo kar šest cesarjev: Maksimin Tračan, Gordijan I., Gordijan II., Pupien, Balbin in Gordijan III..
Za Maksimina Tračana, ki je vladal od leta 235, kasnejši viri pravijo, da je bil krut tiran, zato je januarja 238 v Prokonzulski Afriki izbruhnil upor, o katerem Historia Augusta piše:
Rimljani niso več mogli prenašati njegovih barbarstev in načina, kako je zbiral informatorje in jih spodbujal k obtožbam, izmišljal  lažne prekrške, ubijal nedolžne ljudi, obsodil vse, ki so prišli pred sodišče, najbogatejše spravljal na beraško palico, usmrtil mnogo nedolžnih generalov in drugih mož konzularnega ranga, prevažal ljudi v vozovih brez hrane in vode in zapiral, se pravi da ni prezrl ničesar,  s čimer bi lahko dokazal svojo krutost. Ker ljudje tega niso mogli več prenašati, so se mu uprli.
Nekaj mladih aristokratov je v Rimu umorilo cesarskega pobiralca davkov, zemljiški posestniki v Afriki pa so v Tisdrusu, sedanjem El Djemu v Tuniziji, ubili lokalnega Guvernerja in nato pozvali guvernerja Afrike Gordijana, da prevzame cesarski položaj. Gordijan se je temu upiral, ker je bil star skoraj osemdeset let, potem pa je le privolil pod pogojem, da skupaj z njim kot Gordijan II. vlada njegov sin Mark Antonij Gordijan.
Njuna vladavina je trajala samo dvajset dni. Kapelijan, guverner sosednje province Numidije, ki je bil Maksiminov pristaš in v zameri z Gordijanoma, je s svojo III. legijo Augusto in enotami vojnih veteranov napadel Kartagino.  Gordijan II. se mu je postavil v bran z vojsko neizurjenih vojakov in bil v bitki pri Kartagini premagan in ubit. Ko je Gordijan I. izvedel za njegovo smrt, se je obesil.
Maksimin, katerega so v senatu  razglasili za državnega sovražnika in je bil takrat na prezimovanju v Sirmiju, se je takoj odzval. Zbral je svojo vojsko, kateri je priključil še panonske legije, in odšel na pohod na Rim. Rimski senat je po smrti obeh Gordijanov zaradi strahu pred Maksiminom nujno potreboval novega cesarja. 22. aprila 238 je za socesarja izvolil starejša senatorja Pupiena in Balbina, ki sta bila pred tem v komisiji, ki naj bi organizirala obrambo pred Maksiminom. Drugih kandidatov za prestol ni bilo.
Rimski meščani, naklonjeni Gordijanovi družini, niso bili zadovoljni z njuno izbiro. S palicami in kamenjem so napadli nova cesarja in prisilili senat, da je za cezarja imenoval trinajstletnega Gordijanovega vnuka Marka Antonija Gordijana Pija.
Pupien se je z vojsko odpravil proti Maksiminu, Balbin pa je ostal v Rimu. Maksimin se je medtem  znašel v velikih težavah. Ko je februarja 238 prišel do Akvileje, je mesto pred njim zaprlo svoja vrata. Začelo se je obleganje, ki se je zaradi splošnega neuspeha pohoda, pomanjkanja zalog in močnega nasprotovanja senata aprila 238 končalo z uporom legionarjev. Vojaki II. partske legije so v njegovem šotoru ubili Maksimina in njegovega sina Maksima, ki je bil leta 236 razglašen za cesarjevega namestnika, in se konec junija predali Pupienu. Maksiminovo in Maksimovo truplo so obglavili in njuni glavi odnesli s seboj v Rim. Legionarje so zaradi sodelovanja v odstranitvi državnega sovražnika pomilostili in jih poslali nazaj v province.
Pupien je ob vrnitvi v Rimu naletel na izgrede, ki jih Balbin ni mogel obvladati. V mestu je izbruhnil še požar, ki se je pretvoril v splošen upor. 
Na novcih iz Pupienove in Balbinove kratke vladavine je na prednji strani podoba enega od njiju, na zadnji strani pa prekrižani roki, ki simbolizirata njuno združeno moč. Njun medsebojni odnos je bil v resnici od samega začetka prepreden s sumničenji in obojestranskim strahom pred umorom. Načrtovala sta dva velika vojna pohoda, Pupien proti Partom in Balbin proti Karpom (Grant trdi da proti Gotom in Partom), ki sta zaradi pogostih sporov, nestrinjanja in nezaupanja propadla.
Med eno od težkih razprav maja ali 29. julija 238 se je vmešala pretorijska straža. Vdrla je v dvorano s cesarjema, ju aretirala in slekla, ju gola vlekla po rimskih ulicah, mučila in nazadnje ubila. Vladala sta samo 99 dni. 
Senat je še istega dne za izključnega cesarja razglasil Gordijana III., čeprav so v resnici v njegovem imenu vladali njegovi svetovalci. 
Gordijana I. in II. je senat pobožil.
- Maksimin Tračan
- Gordijan I.
- Gordijan II.
- Balbin
- Pupien